# Un marito ideale (film 1947)
Un marito ideale (An Ideal Husband) è un film del 1947 diretto da Alexander Korda, tratto dall'omonima commedia in tre atti di Oscar Wilde.

## Produzione
Il film fu prodotto dalla London Film Productions.

## Distribuzione
Distribuito dalla British Lion Film Corporation, il film - il cui titolo completo era Oscar Wilde's An Ideal Husband - venne presentato a Londra il 13 novembre 1947, uscendo nelle sale del Regno Unito il giorno seguente. La Twentieth Century Fox Film Corporation lo distribuì negli Stati Uniti dove il film fu presentato il 14 gennaio 1948 a New York.